# Tettiellona dasynotus
Tettiellona dasynotus är en insektsart som först beskrevs av Rehn, J.A.G. 1914.  Tettiellona dasynotus ingår i släktet Tettiellona och familjen torngräshoppor. Inga underarter finns listade i Catalogue of Life.